# Robert Kett

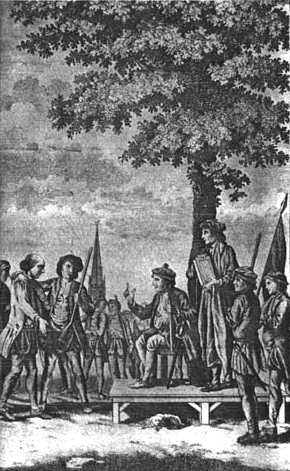
Robert Kett i jego zwolennicy pod dębem. Ilustracja z XVIII wieku.

Robert Kett (ur. 1492 w Wymondham, zm. 7 grudnia 1549) – angielski garbarz, przywódca  powstania chłopskiego w  lecie 1549 r. w Norfolk.
Przyczyną wybuchu rewolty było niezadowolenie chłopów z zagarniania ich dóbr przez właścicieli ziemskich i przeznaczenia ich na pastwiska dla owiec, których hodowle w szesnastowiecznej Anglii gwałtownie wzrosły. Ze swoją szesnastotysięczną armią Kett zbrojnie opanował Norwich, wkrótce jednak poniósł klęskę w bitwie mającej miejsce 27 sierpnia 1549  z lepiej uzbrojonymi i doświadczonymi oddziałami Johna Dudleya.
Został ujęty i stracony przez powieszenie i poćwiartowanie. Po egzekucji wywieszono jego zwłoki na murach Norwich Castle. Był czwartym synem Toma i Margery Kettów. Jego brat William, uczestnik powstania, również umarł na szubienicy.
Jego nazwiskiem nazwano szkołę w Wymondham.